# Вестфилд (Висконсин)
Вестфилд (енгл. Westfield) град је у америчкој савезној држави Висконсин.

## Демографија
По попису из 2010. године број становника је 1.254, што је 37 (3,0%) становника више него 2000. године.
| Група             | 2000.         | 2010.         |
| Белци             | 1.150 (94,5%) | 1.176 (93,8%) |
| Афроамериканци    | 2 (0,2%)      | 4 (0,3%)      |
| Азијати           | 3 (0,2%)      | 10 (0,8%)     |
| Хиспаноамериканци | 43 (3,5%)     | 46 (3,7%)     |
| Укупно            | 1.217         | 1.254         |